# The Outsiders (historieta)
Outsiders (Marginales en Latinoamérica) es un grupo de superhéroes que aparecen en la historietas de la editorial DC Comics, apareció por primera vez en el número 200 de la serie The Brave and The Bold en 1983 y fue creado por Mike W. Barr y Jim Aparo. Como lo indica su nombre (lit. «forasteros», «extraños» o «personas ajenas»), el equipo está formado por superhéroes que no se ajustan a las normas de la comunidad de superhéroes «convencional», es decir, la Liga de la Justicia.
Los Outsiders han tenido varias encarnaciones. Fueron fundados por Batman, cuyos lazos con la Liga se habían deteriorado en aquel momento, e introdujeron la ya clásica alineación de Batman, Rayo Negro, Metamorfo, Geo-Fuerza, Katana, Halo y Looker. Una encarnación posterior de los Outsiders de los cómics de principios de la década de 2000 estuvo liderada por Nightwing y Arsenal tras la disolución del grupo de superhéroes Teen Titans, y presentaba al equipo como un grupo proactivo a la caza de supercriminales. Para la tercera encarnación del equipo, Batman lo reformó como un equipo de ataque especial que incluía a los miembros clásicos Katana y Metamorfo junto a nuevos reclutas como Catwoman y la hija de Rayo Negro, Thunder. Tras la historia de Batman R.I.P., Alfred Pennyworth sigue las instrucciones de Batman y vuelve a reunir al equipo, reclutando a nuevos miembros y a más miembros de la alineación original.
Otra versión del equipo con una alineación familiar apareció brevemente en Batman Incorporated en 2011 como la sección de operaciones encubiertas de la organización de Batman. Tras el reinicio de DC en 2011, una nueva versión de los Outsiders aparece en las páginas de Green Arrow como una sociedad secreta representada por siete clanes con temáticas de armas. Los miembros de esta encarnación incluyen a Katana, Onyx y varios personajes nuevos. Los Outsiders originales vuelven a la continuidad en 2017, tras DC Rebirth, una vez más como un equipo secreto fundado por Batman; Batman revive el equipo con una nueva alineación en 2018. Rayo Negro lidera otra encarnación en 2022. Batwing y Batwoman lideran una nueva encarnación, fuera del «alcance» de Batman, a partir de 2023.
Una versión del equipo aparece en la serie de televisión en vivo Black Lightning a partir de su tercera temporada.

## Historia de publicación

### Batman and the Outsiders/Adventures of the Outsiders(1983-1986)
Los Outsiders aparecieron por primera vez en el último número de la serie The Brave and the Bold en (#200, 1983) y tuvo su propio título, Batman and the Outsiders, que debutó en agosto de 1983. Originalmente fue creado por el escritor Mike W. Barr y el artista Jim Aparo, y después fue dibujado por Alan Davis.
Después que Batman dejó el grupo en el número 32, el título fue cambiado a Adventures of the Outsiders y continuó hasta su cancelación en el número #46. Los #38-46 fueron reimpresiones de The Outsiders (vol. 1, 1986).
Los Outsiders se distinguieron por estar formados por personajes nuevos principalmente (Geo-Fuerza, Katana, Halo y Looker), dos personajes que se negaron pertenecer a la Liga de la Justicia (Black Lightning y Metamorfo), y un antiguo miembro de la Liga de la Justicia, Batman.

### Outsiders(vol. 1, 1985-1988)
En esta serie aparecen de nuevo el grupo original y duró 28 números, además de un anual y un especial. La serie originalmente corría junto al título Adventures of the Outsiders, con historias un año después de esa serie. Al final, los primeros títulos de esta serie, fueron reimpresos en Adventures of the Outsiders antes que la serie hubiera sido cancelada.

#### Historia
El equipo se movió a una nueva sede en Los Ángeles, y una vez más se ve envuelto en una aventura con la Force of July, que termina en Moscú. Villanos como el duque de Petróleo y el súper equipo soviético, los Héroes del Pueblo, fueron presentados durante este tiempo. Las aventuras del equipo les llevaría por todo el mundo, sobre todo cuando la avioneta de los Outsaiders es derribada y el equipo es abandonado en una isla desierta durante tres semanas. Las tensiones crecen y Geo-Force trata de renunciar a su liderazgo y él y Looker ceden a la tentación. Finalmente, son encontrados y son capaces de salir.
Aún más problemas surgen cuando un detective es contratado para investigar la vida privada de Looker, ahora trabajando como modelo bajo el nombre de Lia Briggs, que se entera de la verdadera identidad de Emily. El detective trata de chantajearla, pero ella lo hipnotiza y hace que la deje en paz. Sin embargo, él es asesinado poco después y Looker es detenida como sospechosa. Los Outsiders, por suerte, son capaces de limpiar su nombre.

#### De vuelta con Batman
Los Outsiders se reúnen con Batman cuando se unen para luchar contra Eclipso. Después de la aventura, Batman les da acceso a la Baticave situada en Los Ángeles. El equipo también es infiltrado por el clon de Windfall. Mientras tanto, Looker y Geo Fuerza siente culpa por su aventura amorosa y, finalmente, deciden separarse. Metamorfo enfrenta sus propios problemas personales con su amante, Sapphire Stagg. El clon de Windfall, en última instancia, es asesinada y los Maestros del Desastre son derrotados por la verdadera Windfall que se une a los Outsiders. El equipo también entra en contacto con el otro equipo de Los Ángeles, Infinity Inc.

### Outsiders(vol. 2, 1993-1995)
Este renacimiento del título en 1993 duró 24 números y fue escrito por Mike W. Barr, con la mayoría de los dibujos por Paul Pelletier.

#### Historia
Declarado un traidor en su país natal Markovia, Geo-Force se ve obligado a buscar la ayuda de los viejos y nuevos Outsiders para luchar contra el lord vampiro que controla su país. Luego, los Outsiders son culpados por la masacre en Markovia, por lo cual los Outsiders se ven obligados a esconderse. Esta condición de fugitivo motiva al Caballero Atómico para perseguir a los Outsiders, con la esperanza de traer a sus antiguos aliados sin demasiados problemas. Él es finalmente convencido de su inocencia y se une a ellos en un momento posterior.
Los nuevos miembros que se unen al equipo en Markovia son el mago Sebastian Fausto, el ingeniero e industrial Tecnócrata, y Wylde, un amigo de Tecnócrata que se ha convertido en un oso de montaña por el arte de magia incontrolable de Fausto.
Durante el enfrentamiento inicial con los vampiros, Looker es aparentemente asesinada. Escondidos en Gotham City, los Outsiders asumen otra derrota, ya que Halo y la esposa de Tecnócrata, Marissa, son asesinadas. Esto sucede durante una pelea con Batman, o mejor dicho, el hombre que había reemplazado a Bruce Wayne: Jean-Paul Valley. Sin embargo, el espíritu de Halo sobrevive en el cuerpo reanimado de Marissa. Durante algún tiempo después, Tecnócrata tiene problemas para aceptar que su esposa ha muerto, después de todo, su cuerpo todavía está caminando. Al final, resulta que Looker no está muerta, pero si como una «no-muerta». Al final los Outsiders la encuentran y liberan del control del rey vampiro.

#### División del equipo
Después de la derrota de los vampiros, dos equipos (uno de ellos compuesto de Geo-Force, Katana y Tecnócrata, y el otro integrado por Eradicator, Looker, Wylde, Halo, y Fausto) reclaman el nombre de Outsiders, a pesar de que ambos equipos todavía son considerados prófugos desde hace algún tiempo, gracias a algunas tácticas cuestionables por sus nuevos miembros. Durante este tiempo, los equipos se enteran de que el cuerpo original de Halo ha sido devuelto a la vida por la organización terrorista de Kobra. En el control del cuerpo esta Violet Harper, la mujer cuyo cuerpo Halo originalmente habitaba. Ahora tiene habilidades similares a las de Halo, llamándose a sí misma Spectra, y se une a la Strike Force Kobra junto a Derviche y Windfall. Ambos, Kobra y Violet Harper son derrotados.
Los dos equipos se unen para hacer frente a Félix Fausto, padre del Outsider Fausto. Durante el enfrentamiento, el oso Wylde traiciona al equipo cuando Félix promete restaurar su humanidad. El equipo es capaz de derrotar a Félix Fausto y Wylde, quien finalmente se convierte en un oso real sin la capacidad de hablar y es encerrado en un zoológico.
El título finaliza con la limpieza de los nombres de los Outsiders y el matrimonio de Geo-Force y Denise Howard.

### Outsiders (vol. 3, 2003-2007)
Outsiders (vol. 3), no tiene casi nada que ver con la serie anterior, y se puso en marcha en 2003 con nuevos miembros, algunos de los cuales habían sido parte de los Jóvenes Titanes. La serie fue cancelada en el #50 y fue relanzado como Batman and the Outsiders (vol. 2), con una mezcla de los miembros actuales y nuevos.

#### Formación
Este nuevo equipo se junta a raíz de Titans/Young Justice: Graduation Day, crossover que disuelve a ambos grupos. Arsenal acepta la oferta de patrocinio de la corporación Optitron, utiliza el dinero para comprar un enorme refugio antibombas que pertenecía a un multimillonario, el cual renueva para crear la sede del grupo. Recluta a un grupo de jóvenes héroes, el último de ellos es su amigo Nightwing, quien se une de mala gana. En lugar de funcionar como una capacidad de reacción como la mayoría de los equipos de otros superhéroes, Nightwing decide que este grupo debe actuar como cazadores, buscando a los super-villanos antes de que causen problemas.

#### Crisis Infinita
Los ex Outsiders, Tecnócrata y Looker, están muy cerca de Breach, cuando él estalla en la batalla de Metrópolis. El destino de Tecnócrata sigue sin estar claro, mientras que Looker pronto aparece en una edición de la Tercera Guerra Mundial. Roy Harper es salvado por Superman de Doomsday. Capitán Marvel Jr. fue enviado a Tierra-S cuando esta se reformó. Cuando llegó la Nueva Tierra, se fue con otros héroes que podría volar para luchar contra Superboy Prime. En el hardcover de Crisis Infinita, Freddy se unió junto a los otros Titanes para acabar con los miembros de la La Sociedad Secreta que intentó matar a Robin.

#### Un año después
Después de Crisis Infinita los Outsiders «oficialmente» se disuelven. Debido al tratado de Libertad de Energía, los Outsiders han estado operando en secreto fuera de Estados Unidos. La mayoría de los miembros se dan por muertos, hasta que una misión fallida les obliga a revelar su presencia. Tras la revelación de su existencia, son reclutados por Checkmate para continuar las misiones que Checkmate no puede soportar públicamente. Las asignaciones de Checkmate, hace parte del arco argumental del crossover Checkout, implica la expedición de los Outsiders a Oolong Island en China, la escena de la Tercera Guerra Mundial del año anterior. La misión va desastrosamente cuando Chang Tzu logra capturar a Owen Mercer (hijo del Capitán Bumerang) y a la reina negra de Checkmate Sasha Bordeaux, hasta que ambos son finalmente rescatados por Batman. En la secuela, Nightwing decide darle el control a Batman del equipo, una vez más.

### Batman and the Outsiders(vol. 2)/Outsiders(vol. 4) (2007 - 2013)
En noviembre de 2007, el escritor Chuck Dixon y el artista Julian López, relanzaron Outsiders como un nuevo volumen de Batman and the Outsiders con el caballero oscuro tomando el control del equipo en las postrimerías del crossover CheckOut.

#### Batman and the Outsiders (vol. 2)
El equipo de los Outsiders en el #50 fue presentado en los dos primeros números de Batman and the Outsiders (vol. 2). Después, tanto Catwoman y el Detective Marciano dejan el equipo, Batgirl, Geo-Force, y Flecha Verde se unen a él. En el #5, Ralph Dibny y Sue Dibny hacen una aparición especial. Ellos son ahora «los detectives fantasma» y parecen ser capaces de poseer a la gente en un método similar al de Deadman. La Dra. Francine Langstrom (esposa del Dr. Kirk Langstrom, también conocido como Man-Bat) sirve como asesora técnica del equipo, y su asistente, Salah Miandad, opera el OMAC drone conocido como ReMac. En el #9, Batman le pide al exmiembro del equipo, Looker que le ayude en un interrogatorio.
El primer argumento principal del título, muestra a Batman enviando al equipo a investigar al misterioso Mr. Jardine, quien está organizando un complicado plan para llenar un lago subterráneo en la luna con extrañas formas de vida extraterrestre. Al tratar de detener la plataforma de lanzamiento de Jardine en América del Sur, Metamorfo es lanzado al espacio y se ve obligado a escapar de la Estación Espacial Internacional, donde al parecer los astronautas de todo el mundo han sido controlados mentalmente para construir un arma gigantesca. Buscando una plataforma de lanzamiento para tomar, el resto del equipo se infiltra en una instalación espacial china, solo para ser capturado por miembros de los Grandes Diez. La oportuna intervención de Batgirl y ReMac salva al equipo de la ejecución. Metamorfo logra robar un transbordador para volver a la Tierra, luego escapa de la ESA y se reúne de vuelta con el equipo.
Durante los eventos de Batman RIP, una asamblea de los Outsiders, incluyendo a Thunder, reciben un mensaje de la desaparición de Batman. Se les pide que coloquen un código secreto en la mente cibernética de ReMac, lo que le permite realizar el seguimiento al Cruzado Enmascarado y a Guante Negro y ayudarle en su lucha. Al cumplimiento de ello, en contra del consejo de Batgirl, el código se revela como un boobytrap cibernético procedente de Simon Hurt, el cerebro detrás de la caída de Batman, y la explosión de ReMac. Varios Outsiders son heridos y Thunder sufre lesiones cerebrales graves como para enviarla a un coma aparentemente irreversible. Sin embargo, ella aparece con su traje en Final Crisis: Submit, lo cual entra en contradicción con esto, porque los acontecimientos de esa historia de Final Crisis se producen después de los acontecimientos de Batman R.I.P., lo que sugiere un error en la continuidad.

#### Outsiders (vol. 4)
Como resultado de Batman R.I.P. y Final Crisis, donde al parecer murió Batman, la serie pasó a llamarse Outsiders y presentó una nueva lista de miembros en el equipo. El cambio se produjo cuando un nuevo equipo creativo se hizo cargo con el escritor Peter Tomasi y el artista Lee Garbett. Tomas comenzó con Batman and the Ousiders Special #1 y luego la serie se retituló en el #15.
Una noche, después de ir a las tumbas de Thomas y Martha Wayne, Alfred despierta en la mansión Wayne con una puerta gigante abierta en su habitación. Camina a través de ella, donde ve una vaina en una silla. Él toma asiento y ve cómo un holograma de Batman se activa. Batman le explica que debido a que él no ha entrado un código especial en el batiordenador, esta grabación se reproduce, lo que significa que él está probablemente muerto. En ese momento, le dice a Alfred de una misión muy importante que Alfred debe llevar a cabo en su nombre ya que él es incapaz de hacerlo, pero da a Alfred la opción de aceptarla o rechazarla. Alfred acepta rápidamente, mientras que Batman explica lo que Alfred ha significado para él durante toda su vida, diciendo lo que él no tuvo la oportunidad de decir antes de su muerte: «Adiós, papá».
Con esto, Batman encarga a Alfred crear un nuevo equipo de Outsiders. Alfred viaja por todo el planeta, reclutando a Roy Raymond Jr., Black Lightning, Geo-Fuerza (como líder), Halo, Katana, el Creeper, y a Metamorfo. Como miembro del equipo, cada uno de ellos debe convertirse en un verdadero Outsider (es decir, 'forastero' o 'extraño'), viviendo lejos de sus familias y el ojo público durante meses. Cada miembro ocupa un papel que alguna vez Batman ocupó, haciendo de este equipo una composición del propio Batman. Esta saga culminó con la edición #25.

### Post–Crisis Final
Dan DiDio y Phillip Tan comenzaron una nueva serie de Outsiders en enero de 2010, en la que Geo-Fuerza parece actuar de forma más irracional desde su batalla con Deathstroke. Sin consultar al resto del equipo (ni a Alfred), Geo-Fuerza firma un pacto de no agresión con Nuevo Krypton (ofreciendo a Markovia como refugio para todos los kryptonianos). El Erradicador es el representante de Nuevo Krypton.

### The New 52
En 2011, The New 52 reinició el universo DC.

#### Batman Inc.(2011–2013)
En las páginas de la serie de 2011 Batman Inc. de Grant Morrison, Batman reúne un nuevo equipo de Outsiders que actúa como un ala de operaciones encubiertas de Batman Incorporated. El equipo está formado por Metamorfo, Katana, Looker, Halo y Freight Train, y está liderado por Red Robin. Esta encarnación del equipo duró poco, ya que todos sus miembros (excepto Red Robin) se vieron atrapados en una explosión causada por Lord Death Man en el one-shot de 2011 Batman Incorporated: Leviathan Strikes. Los supervivientes fueron revelados en el número 1 del volumen dos (2012). Metamorfo había mantenido a todos con vida gracias a sus poderes.

#### EnGreen Arrow(vol. 5) (2013–2016)
A partir de la etapa de Jeff Lemire en Green Arrow (vol. 5), se introdujo una nueva versión de los Outsiders. Esta se explica como una antigua sociedad secreta dedicada a la eliminación de la corrupción, pero que a su vez se ha corrompido. Sus miembros son los líderes de varios clanes centrados en armas totémicas: la Máscara, el Puño, la Flecha, el Hacha, la Lanza, el Escudo, la Espada. Una Flecha Verde literal era el arma totémica del «Clan de la Flecha», pero fue destruida por Flecha Verde como parte de su rechazo simbólico del grupo. La espada Soultaker que posee Katana es el Tótem de la Espada, lo que la convierte en la líder del Clan de la Espada. Los tótems arma supuestamente conceden la inmortalidad y la iluminación en el portador, pero Flecha Verde duda de tales afirmaciones.
El líder del Clan de la Flecha fue Robert Queen, el padre de Flecha Verde. Con su aparente muerte, pasó a manos de Komodo (Simon Lacroix), un arquero malvado. Más tarde pasaría a Shado, antigua amante de Robert Queen y otra maestra arquera. Katana lidera el Clan de la Espada. El Clan de la Máscara está encabezado por un metamorfo indestructible llamado Magus. Un hombre físicamente intimidante conocido como el Carnicero lidera el Clan del Hacha. Gólgota, líder del Clan de la Lanza, dirigió durante un tiempo a todos los Forasteros. Onyx lidera el Clan del Puño. El Clan del Escudo está liderado por Kodiak, que además de dominar el escudo, lleva una terrorífica máscara de calavera.

### DC Renacimiento
Los Outsiders originales son reintroducidos en Dark Days: The Forge #1 (2017), preludio del crossover de DC Dark Nights: Metal, en una escena expositiva que explica que Batman formó a los Outsiders (Rayo Negro, Metamorfo, Geo-Fuerza, Katana y Halo) para investigar un misterio relativo al Universo DC que conecta la extrañeza del Multiverso con las sorprendentes propiedades de los metales—como el Nth metal, el metal de resurrección de la Corte de los Búhos, el tridente de Aquaman y el casco del Doctor Fate— a metahumanos y a tierras místicas como Nanda Parbat, Skartaris, Atlántida y Themiscyra, y mucho más. Reunió al equipo para operar al margen del conocimiento del gobierno, la Liga de la Justicia o la familia Batman.
En la secuela de Watchmen Doomsday Clock, Geo-Fuerza aprovechó la carrera armamentística de los metahumanos a la luz de la «Teoría de Superman» y reunió a la versión de Markovia de los Outsiders. El grupo está formado por la Baronesa Bedlam, el Erradicador, Knightfall, Terra y Wylde.
En el arco argumental de On the Outside de Detective Comics (julio de 2018), Batman y Rayo Negro se unen para derrotar a un villano conocido como Karma. Tras la batalla, Batman le dijo a Rayo Negro que quería que liderara un nuevo equipo de Outsiders formado por él mismo, Cassandra Cain, Duke Thomas y Katana, que habían luchado como sus aliados en la lucha contra Karma. Un cómic en curso con este equipo, titulado Batman and the Outsiders (vol. 3), estaba previsto para diciembre de 2018. La serie se canceló abruptamente antes de estrenarse finalmente en mayo del año siguiente.
Posteriormente, Rayo Negro reúne una nueva iteración «modular» del equipo con él mismo, Duke, Katana y Metamorfo, además de una «quinta silla rotatoria» para otros superhéroes como Robin, Flecha Verde o Mister Miracle. En la introducción de la nueva serie en Batman: Urban Legends, Batman pide formalmente unirse al equipo como quinto miembro para ayudar a Duke a localizar a su madre.

## En otros medios

### Televisión
- Los Outsiders (compuesto por versiones de los adolescentes Black Lightning, Katana y Metamorfo) aparecen en varios episodios de Batman: The Brave and the Bold. Inicialmente, se encuentran en «Enter the Outsiders!» como rebeldes bajo el control de Gusano, que se asemeja a Nuevo Dios Sleez. Con la ayuda de Batman y Wildcat, ellos rompen su condición, volviéndose contra Slug, y siendo entrenados bajo la tutela de Lince. En «Duel of the Double Crossers!», los Outsiders aparecen de nuevo en la lucha contra Despero en una simulación creada por Batman en la Baticueva. En el episodio «Inside the Outsiders!», son secuestrados por Psico-Pirata, que se alimenta de su rabia a través de pesadillas. Batman entra en sus mentes para ayudarles a enfrentar su ira y miedo, luego derrotan a Psico-Pirata. Aparecen en el teaser para el episodio «Requiem for a Scarlet Speedster!», en ese momento Geo-Force y Halo se suman a la lista, y trabajan juntos con Batman para detener el plan de dominación mundial de Kobra y sus cultistas. Black Lightning y Katana son mayores y portan sus atuendos clásicos.
- En Beware the Batman, Batman, Katana y Metamorpho se unen en «Monsters» con Metamorpho aludiendo al final a que los Outsiders deberían mantenerse unidos. Finalmente en «Alone», Katana reúne a los aliados de Batman en Gotham, incluidos Metamorpho, Oracle y Man-Bat para derrotar a Deathstroke. Alfred también se refiere a este grupo como «Outsiders».
- Los Outsiders se mencionan en Arrow. En el episodio de la tercera temporada, «Retira tu arco», Katana se refiere a ella y a Oliver como Outsiders. En el episodio de la sexta temporada, «We Fall», «The Outsiders» es uno de los nombres sugeridos por Mister Terrific para el nuevo equipo formado por él mismo, René Ramírez y Dinah Drake tras su salida del Team Arrow.
- Los Outsiders aparecen en Young Justice: Outsiders. Se los describe en la serie como un equipo suelto de marginados y exiliados, cuya formación se inició a raíz de una misión para cerrar un grupo de tráfico de metahumanos. Los forasteros de esta serie, en orden de aparición, son la amnésica y extraña Halo, el príncipe exiliado Geo-Force, el refugiado alienígena Forager y un angustiado Cyborg, que finalmente son reunidos por los superhéroes veteranos Nightwing, Black Lightning, Superboy y Tigresa. Con los superhéroes veteranos siendo sus guardianes temporales, Halo, Geo-Force y Forager pasan tiempo recibiendo entrenamiento de ellos y apoyándolos en misiones dirigidas por Nightwing, ya que están entrenados para convertirse también en miembros de pleno derecho del Equipo. Solo Nightwing es consciente de que al liderar su equipo temporal e improvisado de héroes novatos y veteranos, se han convertido en una de las varias unidades compartimentadas del equipo de superhéroes cuyos líderes se coordinan en secreto, liderados por Batman y Oracle, en un intento de dejar de lado la reciente disrupción de sus enemigos. acciones contra ellos. Fuera del equipo de Nightwing, los personajes clásicos de Outsiders, Katana y Metamorfo, ocupan un lugar destacado en las misiones con Batman, como parte de su unidad, con habilidades encubiertas expertas que se sabe que solo rivalizan con las de Batman, y pueden defenderse en peleas contra enemigos como Deathstroke y Lady Shiva. En el episodio «Primera impresión», la Liga de la Justicia reorganiza el Equipo cuando Beast Boy crea su propio equipo de Outsiders (que se parece a los Jóvenes Titanes). Si bien Halo y Forager siguen siendo miembros del equipo, este nuevo equipo que usa el nombre Outsiders, junto con Beast Boy, está formado por los miembros fundadores Wonder Girl, Geo-Force, Blue Beetle, Kid Flash y Static. Juntos, sirven como una versión pública del Equipo, actuando oficialmente de forma independiente de la Liga mientras responden en secreto a ella y a Miss Martian. En el episodio «Alerta temprana», El Dorado se une a los Outsiders. En «Into the Breach», Cyborg también se une a los Outsiders, pero en «Nevermore», Geo-Force deja a los Outsiders para gobernar a Markovia (siendo manipulado por el miembro psíquico más nuevo de Light), y se les unen nuevos miembros Terra, Superboy, y Forager.
- En la serie CW Black Lightning, hay un cómic de «The Outsiders» en el episodio «LaWanda: The Book of Burial», que se ve en el bolsillo trasero de Grace Choi cuando Anissa Pierce está investigando en una librería.[14] Más tarde en la tercera temporada, el equipo se reunió para rescatar a Lynn Stewart, que consta de Black Lightning, Thunder, Lightning, Brandon (Geo), Painkiller, Technocrat (TC), Grace Choi, Gardner Grayle y Erica Moran (Freight Train) como Forasteros, aunque esto es más una referencia a su posición en las diversas Jerarquías de Freeland que un nombre oficial en este momento. El equipo es un homenaje a la versión del cómic, que presenta las versiones Arrowverse de muchos personajes que han sido miembros habituales de varios equipos de cómics Outsider.

### Películas
- Una versión malvada de los Outsiders aparece en la película animada Justice League: Crisis on Two Earths, como parte del Sindicato del Crimen de América. El equipo se compone de Black Power (Black Lightning), Aurora (Halo), Sai (Katana) y Model Citizen (Looker). Los villanos Outsaiders se muestran trabajando con versiones alternativas de varios miembros de la Liga de la Justicia Detroit.

## Anexos
- Miembros de los Outsiders